# Fritz Metzger
Fritz Metzger (Winterthur, 3 luglio 1898 – Zurigo, 13 agosto 1973) è stato un architetto svizzero.

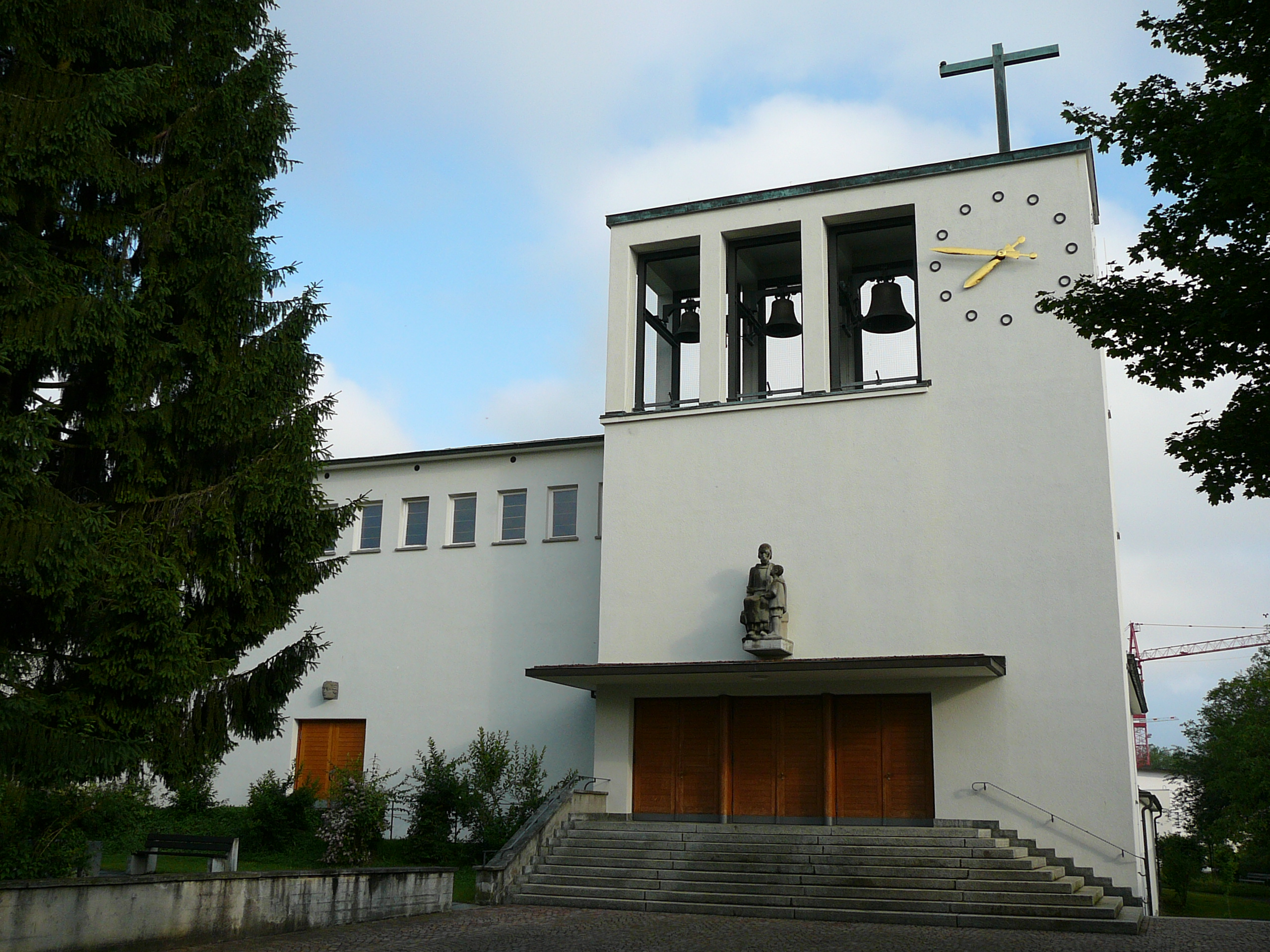
Chiesa di Santa Teresa a Zurigo-Friesenberg (1931-1933)

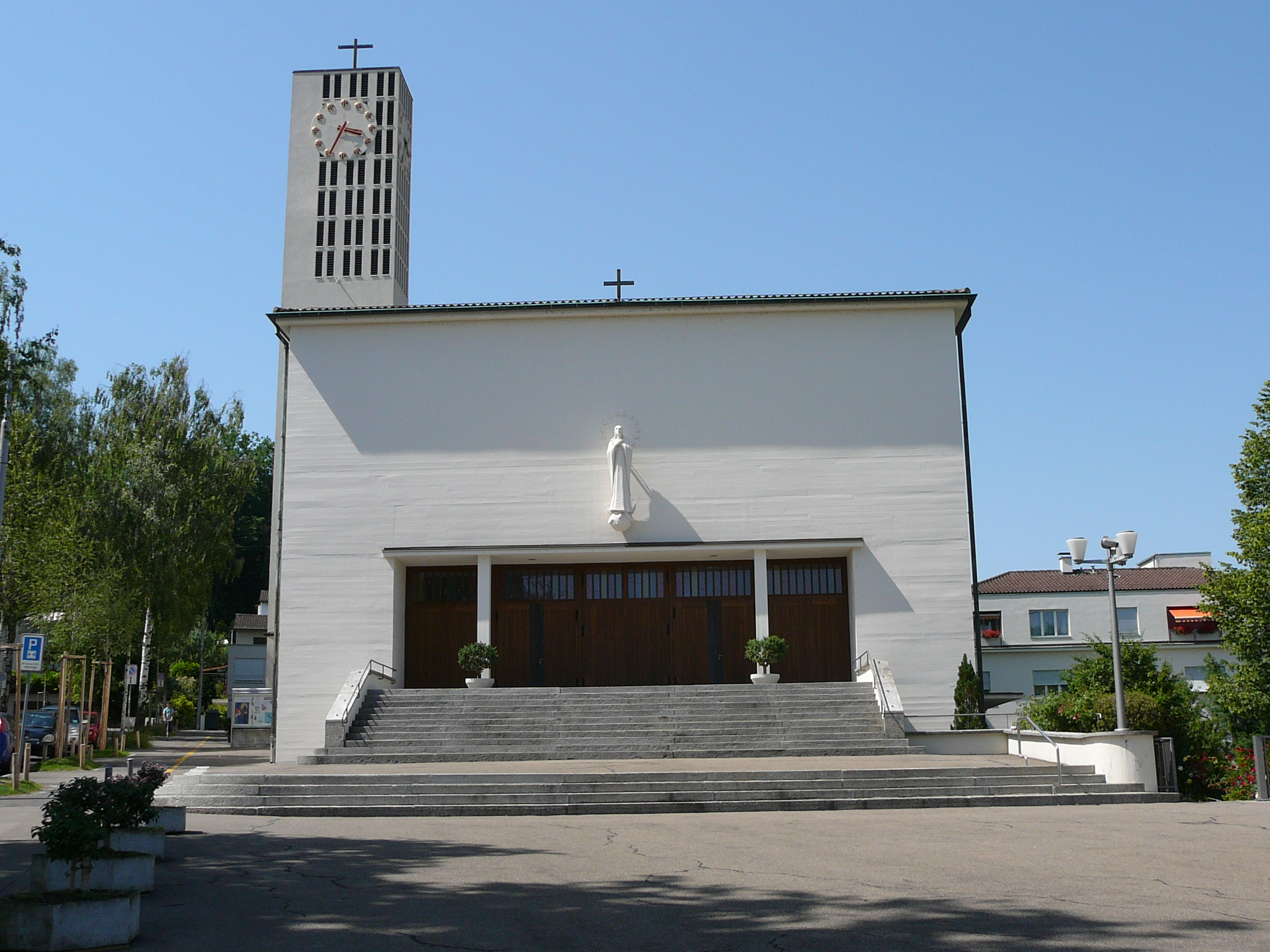
Chiesa della Madonna di Lourdes a Zurigo-Seebach (1933-1935)

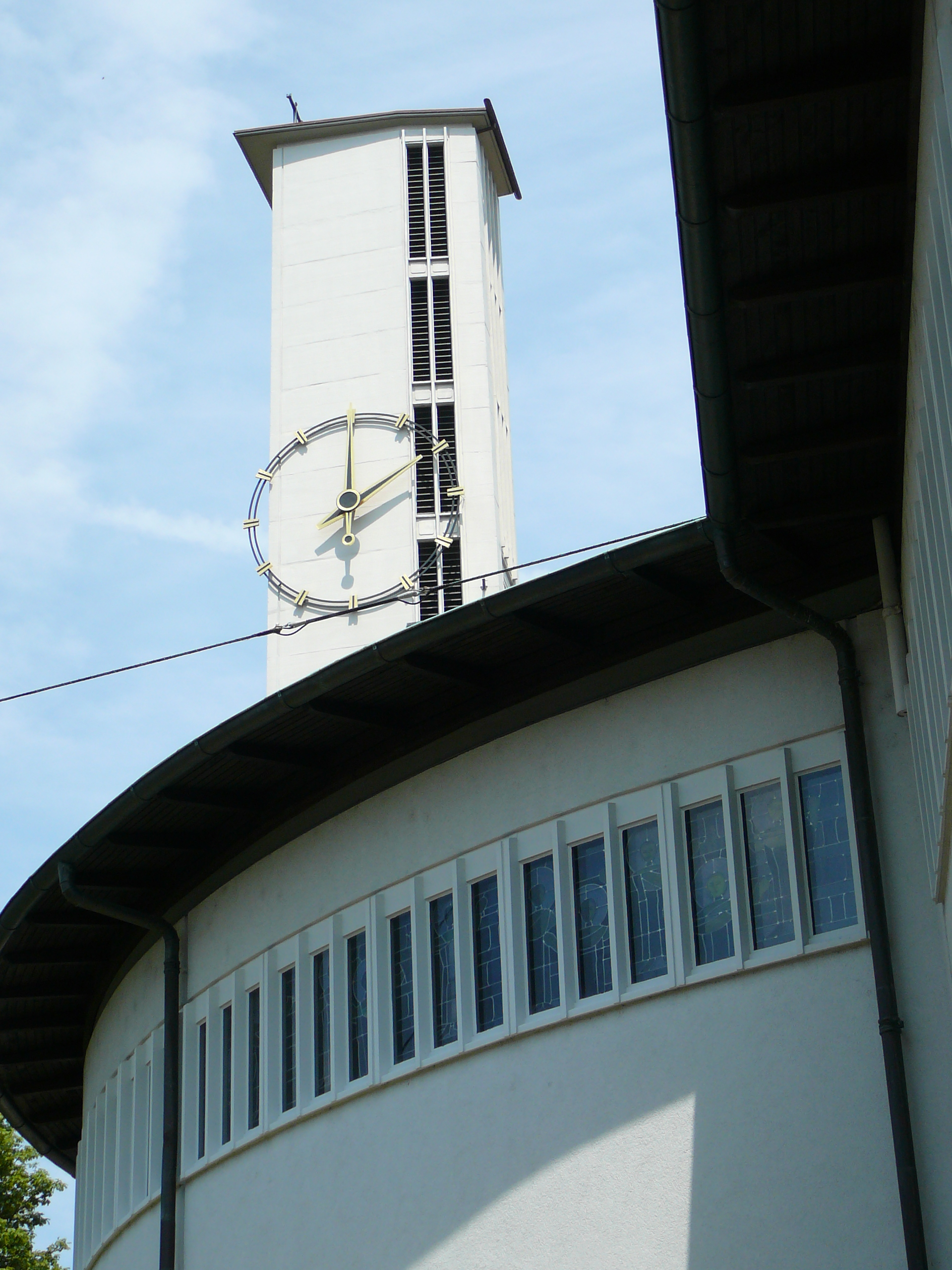
Chiesa dei Santi Felice e Regola a Zurigo-Hard (1949-1950)

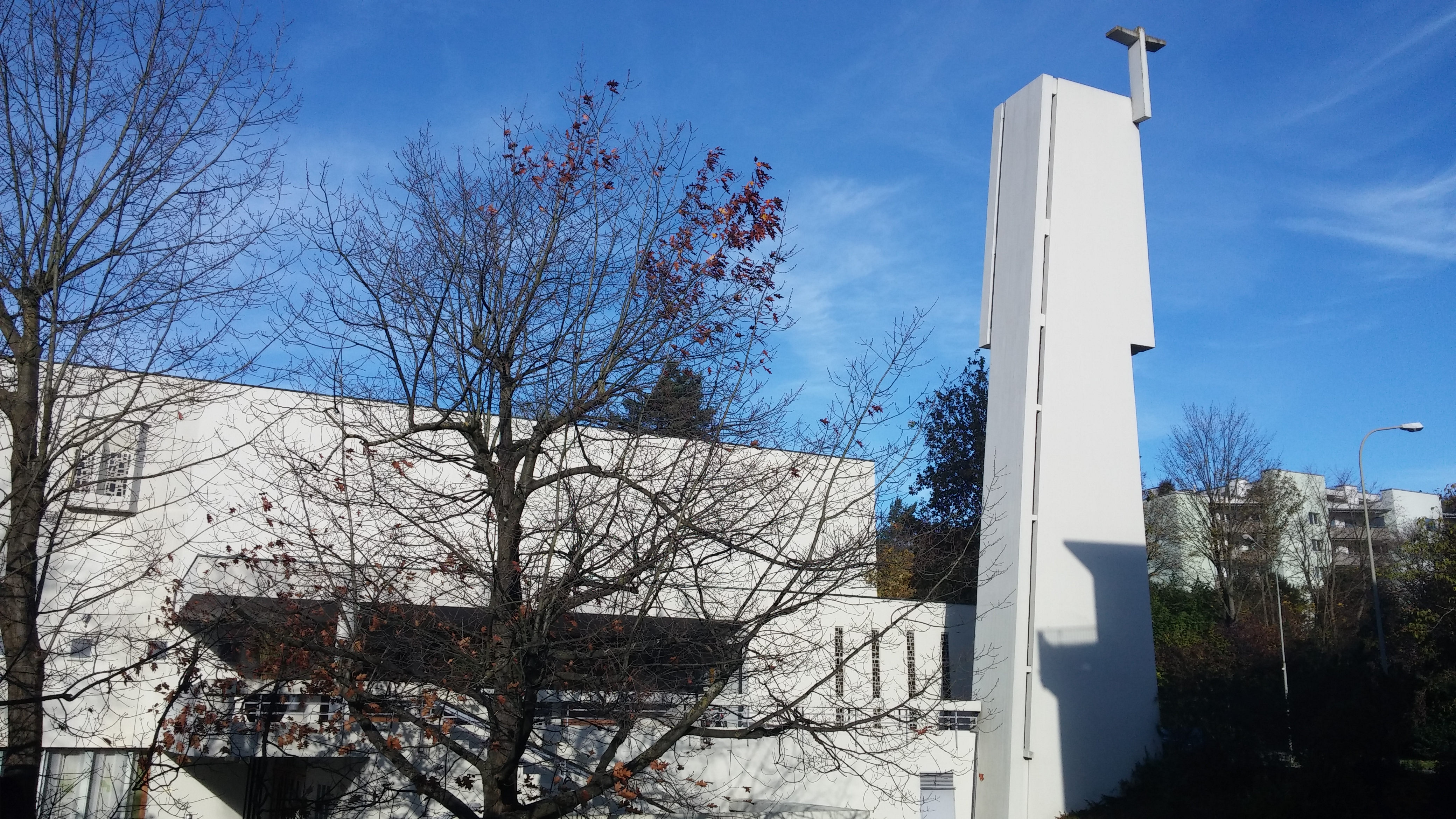
Chiesa di San Maurizio a Oberengstringen (1962-1963)

Fra il 1928 e il 1968 fu uno dei maggiori progettisti di architetture ecclesiali cattoliche in Svizzera.

## Vita
Fritz Metzger studiò presso il Politecnico Federale di Zurigo, dove ebbe fra i suoi maestri Karl Moser, noto per aver progettato la chiesa di Sant'Antonio a Basilea, nella quale per la prima volta in Svizzera erano stati utilizzati degli elementi dell'architettura moderna.
Nel 1932 Metzger vinse il concorso nazionale per la costruzione della chiesa di San Carlo a Lucerna; egli la costruì nello stile del Neues Bauen, all'epoca definito dagli ambienti conservatori come "degenerato" e "bolscevico". La chiesa venne apprezzata per l'uso del calcestruzzo a vista che sottolineava le strutture, ma anche per una nuova concezione degli spazi, che seguiva le raccomandazioni del movimento liturgico per una partecipazione attiva dei fedeli alla funzione.
La chiesa di Santa Teresa a Zurigo sviluppò tematiche analoghe: la pianta asimmetrica e le finestre poste in posizione elevata concentravano l'attenzione dei fedeli verso l'altare, e quindi verso il celebrante e la liturgia.
Negli anni della seconda guerra mondiale Metzger tornò alla pianta longitudinale, nelle due chiese dei SS. Felice e Regola a Zurigo e di San Francesco a Riehen (entrambe del 1949-50). In esse la pianta (trapezoidale a Zurigo, ovale a Riehen) indirizza la visione sul celebrante, e anticipa le disposizioni enunciate nel Concilio Vaticano II. Tali concetti vennero ulteriormente sviluppati dagli architetti delle generazioni successive.
Metzger, riguardo ai suoi edifici sacri, scrisse:

## Opere principali
- 1932-1933: chiesa di Santa Teresa, Zurigo-Friesenberg
- 1932-1934: chiesa di San Carlo, Lucerna
- 1933-1935: chiesa della Madonna di Lourdes, Zurigo-Seebach
- 1934-1935: chiesa di San Gallo, Oberuzwil
- 1937-1938: chiesa cattolica, Schönenwerd
- 1939: padiglione dell'arte sacra all'esposizione nazionale svizzera
- 1939: edificio per le lezioni all'aeroporto militare di Dübendorf
- 1944: padiglione scolastico in Maienstrasse, Zurigo
- 1947: Saleshaus, Svitto
- 1947-1948: edificio scolastico "Bernarda", Altdorf
- 1947-1948: istituto del Politecnico Federale di Zurigo per l'alta frequenza e la tecnica della corrente debole
- 1949-1950: chiesa dei Santi Felice e Regola, Zurigo-Hard
- 1949-1950: chiesa di San Francesco, Riehen
- 1952: chiesa di Santa Maria, Basilea (ricostruzione)
- 1952-1953: chiesa di Sant'Antonio, Stansstad
- 1954: cappella di Sant'Anna, Lucerna
- 1955-1956: chiesa di San Nicolao della Flue, Gerlafingen
- 1957-1958: chiesa di San Giovanni, Wängi
- 1957-1958: chiesa di Santa Margherita, Rickenbach
- 1958-1959: chiesa dell'Incoronazione di Maria, Gossau
- 1960: scuola primaria di Burgerau, Rapperswil
- 1960-1961: chiesa di Santa Maria Regina, Sitterdorf
- 1960-1961: chiesa di San Nicolao della Flue, Liestal
- 1962-1963: chiesa di San Maurizio, Oberengstringen
- 1964-1967: chiesa della Santissima Trinità, Milano[7]
- 1965-1967: chiesa dei Santi Pietro e Paolo, Allschwil
- 1965-1967: chiesa di San Pancrazio, Oberkirch